# Giovanni Maria Zonghi
Giovanni Maria Zonghi (ur. 3 sierpnia 1847 w Fabriano, zm. 8 sierpnia 1941 w Rzymie) – włoski duchowny katolicki, arcybiskup, osobisty sekretarz papieża Piusa IX.

## Życiorys
Studiował teologię. 3 czerwca 1871 otrzymał święcenia kapłańskie. Został osobistym sekretarzem papieża Piusa IX, który zmarł w lutym 1878. W kolejnych latach pracował jako archiwista i zajmował się pracą duszpasterską.
Od 1912 do śmierci 8 sierpnia 1941 był rektorem Papieskiej Akademii Kościelnej.
5 grudnia 1914 papież Benedykt XV mianował go arcybiskupem tytularnym Colosse. 27 grudnia 1914 otrzymał święcenia biskupie. Konsekrował go kardynał Antonio Vico, któremu asystowali biskup Andrea Cassulo i biskup Algernon Charles Stanley.